# Euobrimus hoplites
Euobrimus hoplites is een insect uit de orde Phasmatodea en de  familie Heteropterygidae. De wetenschappelijke naam van deze soort is voor het eerst geldig gepubliceerd in 1939 door Rehn & Rehn.